# (33211) 1998 FG74
1998 أف جي 74 (ويعرف أيضًا باسم (33211) 1998 أف جي 74 وفق تسمية الكوكب الصغير) (بالإنجليزية: 1998 FG74)‏ هو كويكب ضمن حزام الكويكبات؛ وترتيبه 33211 من حيث الاكتشاف.
اكتُشف هذا الجُرم الفلكي بواسطة Frank B. Zoltowski ‏ في 30 مارس 1998.

## وصلات خارجية
- (33211) 1998 FG74 في قاعدة بيانات مختبر الدفع النفاث لأجرام النظام الشمسي الصغيرة

- الاكتشاف · مخطط المدار ·  العناصر المدارية · المعلمات المادية

- (33211) 1998 FG74 على موقع ويكي سكاي: DSS2, SDSS, GALEX, IRAS, Hydrogen α, X-Ray, Astrophoto, Sky Map, Articles and images